# الحدود الإماراتية القطرية
قبل توقيع اتفاقية جدة 1974 بين المملكة العربية السعودية والإمارات العربية المتحدة ، كان هناك بعض الالتباس حول ما إذا كانت قطر تشارك حدودًا مع الإمارات العربية المتحدة. منحت هذه المعاهدة المملكة العربية السعودية خور العديد ، وبالتالي إزالة أي احتمال لقطر تقاسم الحدود مع الإمارات العربية المتحدة.